# أوثاري ملك اللومبارد
أوثاري (تقريبًا 540 - 5 سبتمبر 590 بافيا) وكان يعرف أيضًا باسم أغيلولف. كان ملك اللومبارد من 584 إلى وفاته. بعد اغتيال والده كليف في 574 رفض النبلاء اللومبارد تعيين خلف له، مما أدى إلى خلو العرش لعشر سنوات عرفت بحكم الدوقات.